# 篠田義男
篠田 義男（しのだ よしお、男性、1946年 - ）は日本の建築家である。1971年、明治大学大学院工学研究科修士課程修了後、坂倉建築研究所勤務。1991年、株式会社篠田義男建築研究所を設立。

## 略歴
- 1946年 - 千葉県生まれ。
- 1971年 - 明治大学大学院工学研究科建築学専攻修士課程修了。
- 1971年-1990年 - 坂倉建築研究所勤務。
- 1991年 - 株式会社篠田義男建築研究所設立。
- 1995年-2001年 - 明治大学理工学部講師。
- 2001年 - 日本建築家協会関東甲信越支部保存問題委員会委員長。
- 2001年 - 旧東京大学生産技術研究所記録保存協力者会議委員（文化庁）
- 2005年 - 群馬県観光審議会委員。
- 2009年 - 江東区環境基本計画改定専門委員。
- 2012年 - 東京家政学院大学兼任講師。

## 代表作品
- 日立市営滑川団地、茨城県建築文化賞(2003年)・日本建築家協会優秀建築選(2005年)[1]
- 小田急電鉄はるひ野駅、鉄道建築協会賞 入選(2005年)[2]
- 多摩平団地駐車場、日本建築家協会優秀建築選(2006年)[3]
- 小田急電鉄多摩線各駅リニューアル 鉄道建築協会賞 佳作(2006年)[4]